# Imipenem e cilastatina
Imipenem é um antibiótico, do subgrupo do carbapenem, com o maior espectro dentre os betalactâmico e altamente resistente às betalactamases, o que o torna útil para infecçoes graves polimicrobianas e hospitalárias. Sempre vem combinado a cilastatina, um inibidor da enzima renal que inativa o imipenem, sem atividade antibacteriana. 
Descoberto em 1985, é derivado de um composto chamado tienamicina que é produzido pela bactéria Streptomyces cattleya.
Nome comercial: TIENAM ou PRIMAXINA, Injetável, 250 mg ou 500 mg.

## Indicações
Recomendado em casos complicados, antes do diagnóstico, com múltiplas bactérias que exijam tratamento imediato. Podem ser usados em:
- Infecções intra-abdominais;
- Infecções do trato respiratório inferior;
- Infecções ginecológicas;
- Septicemias;
- Infecções do trato geniturinário;
- Infecções dos ossos e articulações;
- Infecções da pele e tecidos moles;
- Endocardite.

Gram positivas sensíveis: Enterococcus faecalis (A, C, D e G), Streptococcus pneumoniae, Staphylococcus sp. resistentes ou nao a penicilina, e Listeria monocytogenes.
Gram negativas sensíveis: Neisseria meningitidis, N. gonorrea, H. influenzae, M. catarrhalis, Branhamella, Acinetobacter, Aeromonas hydrophila, Pseudomonas aeruginosa, Campylobacter jejuni, Pasteurella multocida e a maioria das Enterobacteriaceae (E. coli, Klebsiella, Citrobacter, Eneterobacter, Morganella, Proteus, Providencia, Serratia, Salmonella, Shigella y Yersinia).
Anaeróbicas sensíveis: Bacteriodes fragilis, Clostridium perfringens, Clostridium tetani, Peptococcus e Peptostreptococcus.

## Mecanismo de açao
O imipenem interfere com a síntese da parede celular de bactérias sensíveis. Se une a todos los subtipos de PBP (1, 2 e 3), com maior afinidade a 2 e 1B e menor por 3. Também tem uma maior capacidade para penetrar a membrana celular externa das gram-negativas que os outros betalactâmicos. É altamente resistente à hidrólise por betalactamases. 

## Farmacocinética
Imipenem + Cilastatina devem ser administrados por via intravenosa, pois não se absorve por via oral. Atinge níveis plasmáticos máximos 20 minutos depois da injeçao. As concentrações no plasma se mantém acima de 1 mg/ml durante 4 a 6 horas.
Aproximadamente 20% dos imipenem e cilastatina 40% estão ligados às proteínas plasmáticas. O imipenem é distribuída na maioria dos tecidos e fluidos corporais, incluindo válvulas cardíacas, ósseo, útero, ovário, intestino, saliva, expectoração, biliar, e nos exsudados peritoneais de fluido, pleurais, e feridas. Não penetram barreira hemato-encefálica em quantidade significativa, porém ambos atravessam a placenta e se excretam em leite materna.
A cilastatina é metabolizado nos rins a N-acetilcilastatina, que também é um inibidor de DHP-1. A cilastatina prolonga a meia-vida do imipenem para 3.5 a 5 horas. Imipenem se elimina por hemodiálise.

## Efeitos colaterais
Os mais comuns são (mais de 0,1%):
- Flebite (veias inflamadas com coagulação, parecidas com a varizes) (3%)
- Náuseas e vômitos em 2%(mais comuns quando há granulocitopenia)
- Diarreia em 2%,
- Erupções cutâneas 1,5% (mais comum no local da injeção),
- Convulsão em 1,5% (mais comuns em idosos e pacientes com transtornos neurológicos)
- Dor no local da injeção 0,7%,
- Tonturas em 0,5%%,
- Febre em 0,5%
- Hipotensão em 0,4%
- Coceira em 0,3%,
- Sonolência em 0,2%,
- Urticária (alergia na pele) em 0,2%.

Em exames de sangue pode resultar em aumento de transaminases, bilirrubina e/ou fosfatase alcalina no soro, trombocitose ou eosinofilia.